# А (кириллица)
А, а — первая буква всех алфавитов на кириллической основе, в том числе современного русского алфавита. В церковнославянской азбуке носит название «аз», что означает «начало». Графический образ буквы восходит к др.-греч. α (альфа). 

## Происхождение
В церковнославянскую азбуку была введена Кириллом и Мефодием. Графическое начертание восходит к греческой Αα «альфа» и, далее, к финикийскому «алеф», обозначавшему гортанный согласный ʔ; наиболее распространённая версия возводит начертание алефа к изображению головы быка.
В церковнославянском языке буква называется «аз». В кириллице выглядит как , в глаголице — как Ⰰ (), лингвист Георгий Хабургаев объясняет выбор такого начертания для первой буквы алфавита связью с крестом как христианским символом.

## Числовое значение
Как и в греческом алфавите, буква в сочетании с титлом имеет числовое значение 1. Как первая буква алфавита, аз имеет символическое значение начала (см. Альфа и Омега), наименьшего предела. Под влиянием греческих образцов использовалась в русском письме для замены греческих корней со значением '1' mono- и 'первый' proto-; например .а.хъ = монахъ (в подписях иконописцев); .а.игуменъ = протоигуменъ (в послании митрополита Киприана Феодору Симоновскому).
В современном русском алфавите буква А продолжает и сегодня иметь самостоятельное значение порядкового числительного ‘первый (по счёту)’: пункт А, девятый класс «а», сектор А.

## Преобразования начертания
Кириллическое А изображается тождественно с латинским со времён введения в России гражданского шрифта; впрочем, для прописной буквы это начертание применялось и ранее в декоративных целях, в частности, в украинских изданиях, которые нередко использовали греческие формы заглавных букв, особенно в заголовках (а греческая заглавная альфа также выглядит тождественно с А); во второй половине XVII века на шрифт заголовков в украинских книгах влияла уже и латинская антиква.

## Произношение в русском литературном языке
В русском литературном языке буква «А», в зависимости от позиции, читается вслух по-разному:
- под ударением (рука́) — как звук [а];
- в предударном слоге (паро́м) — как [ʌ]; то же в сочетаниях -ао-, -оа- и т. п.: баоба́б, коагуля́нт;
- в остальных безударных позициях (после ударения и более чем за один слог до ударения) — как [ə];
- иногда в безударном слоге после шипящих — как [ɪ]: часы́, к сожале́нию.
- В безударных слогах буква А читается вслух так же, как и буква О: «пора́» [пʌра́], «росла́» [рʌсла́].
  - Поэтому, в частности, слова с буквой а в безударной позиции часто неотличимы на слух от слов, в которых на том же месте пишется некоторая другая гласная буква.
    - Так, буква а в безударной позиции после букв, обозначающих твёрдый согласный звук (сама́) обозначает безударный гласный звук ([ъ] или [ʌ]) — в литературном языке тот же самый звук, который в других словах обозначается буквами о (в исконных или освоенных словах) (сома́); поэтому сама́ и сома́ оказываются неотличимы на слух.
    - В первом предударном слоге (сады́) а читается как безударное [ʌ], а в заударном (но́са) или во втором предударном (садово́д) слоге — как [ъ].

Русские слова́ с начальной буквой «А» представляют собой главным образом заимствования (кроме слова «а»), междометия или звукоподражательные образования: а́хать, ау́кать, а также слова, попавшие в литературный русский язык из северных диалектов: аляповатый.
После согласных букв, обозначающих звуки парные по твёрдости/мягкости, буква А(а) сигнализирует твёрдость предшествующего согласного звука: бак, вар, газ. В остальных позициях, где такой парности нет, — а именно, в начале слова (армия), после гласных (вуаль), после согласных шипящих (жар, чашка, пощада), ц (царь), й (Майами), — буква А(а) никак не сказывается на твёрдости-мягкости предшествующего согласного звука.

## Факты
- Союз «а» состоит из единственной этой буквы, восклицательное междометие «а!» — также.
- Строчная «а» — сокращённое обозначение единицы измерения площади ар в метрической системе.
- Строчная «а» — обозначение метрической приставки атто-, означающей 10−18 единицы.
- Прописная «А» — сокращённое обозначение ампера — единицы измерения силы электрического тока в СИ.
- На компьютерной клавиатуре с раскладкой ЙЦУКЕН клавиши А и О обычно помечаются рельефными точками или полосками для удобства слепого позиционирования пальцев на этих клавишах.

## Таблица кодов
| Кодировка    | Регистр   | Десятичный код | Шестнадцатеричный код | Восьмеричный код | Двоичный код      |
| ------------ | --------- | -------------- | --------------------- | ---------------- | ----------------- |
| Юникод       | Прописная | 1040           | 0410                  | 002020           | 00000100 00010000 |
| Юникод       | Строчная  | 1072           | 0430                  | 002060           | 00000100 00110000 |
| ISO 8859-5   | Прописная | 176            | B0                    | 260              | 10110000          |
| ISO 8859-5   | Строчная  | 208            | D0                    | 320              | 11010000          |
| КОИ-8        | Прописная | 225            | E1                    | 341              | 11100001          |
| КОИ-8        | Строчная  | 193            | C1                    | 301              | 11000001          |
| Windows-1251 | Прописная | 192            | C0                    | 300              | 11000000          |
| Windows-1251 | Строчная  | 224            | E0                    | 340              | 11100000          |